# Eichendorffova cena

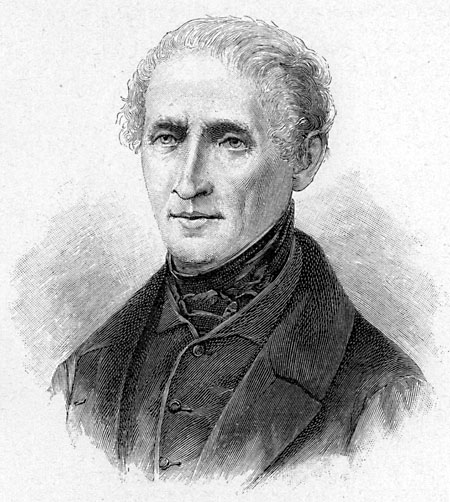
Joseph Freiherr von Eichendorff

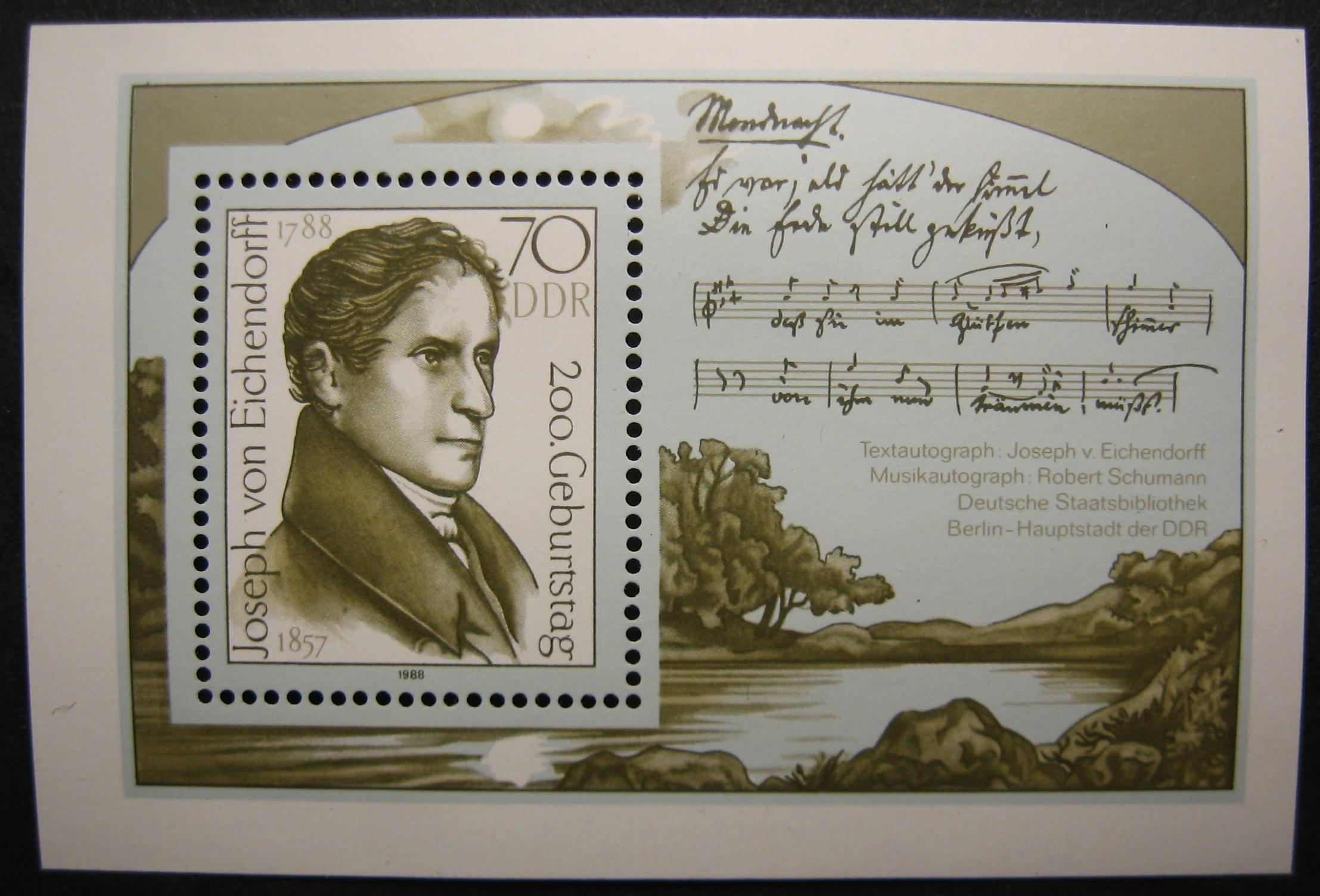
Joseph Freiherr von Eichendorff

Eichendorffova cena za literaturu je německá cena udělovaná každoročně společností pro literaturu ze saského Wangenu.
Tato cena se zrodila z hornoslezské tradice, kdy Joseph Freiherr von Eichendorff cestoval za minimálních nákladů a finančních prostředků. Každým rokem je udělována jednomu literárnímu autorovi, který s touto cenou obdrží 5 000 euro. Celý projekt je zaměřen na pomoc spisovatelů z oblasti celého Slezska.

## Laureáti
- 2023 Uljana Wolf
- 2022 Joanna Batorová
- 2021 Iris Wolff
- 2020 Saša Stanišić
- 2019 Christa Ludwig
- 2018 Kerstin Preiwuß
- 2017 Michael Krüger
- 2016 Christian Lehnert
- 2015 Nico Bleutge
- 2014 Adam Zagajewski
- 2013 Ulrich Schacht
- 2012 Catalin Dorian Florescu
- 2011 Jörg Bernig
- 2010 Christoph Hein
- 2009 Gerd-Peter Eigner
- 2008 Günther Schiwy
- 2007 Renata Schumann
- 2006 Hans-Ulrich Treichel
- 2005 Uwe Grüning
- 2004 Wulf Kirsten
- 2003 Günter de Bruyn
- 2002 Urszula Koziol
- 2001 Werner Dürrson
- 2000 Peter Härtling
- 1999 Barbara von Wulffen
- 1998 Ilse Tielsch
- 1997 Armin Müller
- 1996 Peter Horst Neumann
- 1995 Werner Heiduczek
- 1994 Bernd Jentzsch
- 1993 Bodo Heimann
- 1992 Christian Saalberg
- 1991 Eva Zeller
- 1990 Otfried Preußler
- 1989 Walter Neumann
- 1988 Richard Wolf
- 1987 Dietmar Grieser
- 1986 Peter Lothar
- 1985 Dietmar Scholz
- 1984 Reiner Kunze
- 1983 Ruth Storm
- 1982 Christine Busta
- 1981 Eberhard Cyran
- 1980 Ilse Langner
- 1979 Peter Huchel
- 1978 Monika Taubitz
- 1977 Norbert Ernst Dolezich, Maria Blucha
- 1976 Peter Hirche, Friedrich Bischoff
- 1975 Lutz Besch
- 1974 Werner Klose
- 1973 Josef Mühlberger
- 1972 Kurt Heynicke
- 1971 Heinz Piontek
- 1970 Hans Lipinsky-Gottersdorf
- 1969 Hugo Hartung
- 1968 Gerhard Uhde
- 1967 Ruth Hoffmann
- 1966 Dagmar Nick
- 1965 Hans Niekrawietz
- 1964 Egon H. Rakette
- 1963 Jochen Hoffbauer, Dagmar von Mutius
- 1962 Hans-Christian Kirsch
- 1961 Jürgen von Teichmann
- 1960 Kurtmartin Magiera
- 1958 Reiner Zimnik
- 1956 Ernst Günther Bleisch